# Mellrichstadt járás
Mellrichstadt járás egy járás Bajorországban. 

## Népesség
A járás népessége az elmúlt években az alábbi módon változott: